# Sora (Catalunha)
Sora é um município da Espanha na comarca de Osona, província de Barcelona, comunidade autónoma da Catalunha. Tem 31,8 km² de área e em 2021 tinha 211 habitantes (densidade: 6,6 hab./km²).

## Demografia
| Variação demográfica do município entre 1991 e 2004 | Variação demográfica do município entre 1991 e 2004 | Variação demográfica do município entre 1991 e 2004 | Variação demográfica do município entre 1991 e 2004 |
| --------------------------------------------------- | --------------------------------------------------- | --------------------------------------------------- | --------------------------------------------------- |
| 1991                                                | 1996                                                | 2001                                                | 2004                                                |
| 211                                                 | 181                                                 | 182                                                 | 205                                                 |